# 블라
블라(영어·아일랜드어: blaa) 또는 워터퍼드 블라(영어: Waterford blaa)는 아일랜드의 빵이다. 아일랜드 남부 워터퍼드의 특산품이며, 이웃한 킬케니, 웩스퍼드에서도 즐겨 먹는다. 2013년 11월 19일부터 유럽 연합 지리적 표시 보호(PGI)를 받고 있다.

## 이름
어원은 프랑스어 "블레(blé)" 또는 "블랑(blanc)"일 것으로 추정된다. "블레"는 "밀"을, "블랑"은 "희다, 하얗다"를 뜻한다. 후자의 경우 "흰빵"을 뜻하는 "팽 블랑(pain blanc)"에서 왔다.

## 만들기
보통 흰밀가루 강력분을 쓴다. 설탕을 탄 물에 효모를 넣어 활성화시키고, 효모가 깨어나면 밀가루와 소금을 넣어 반죽한다. 반죽이 부드러워지면 기름 바른 그릇에 담아 부풀어 오르게 둔다. 잘 부풀어 오르면 반죽해 공기를 빼고, 반죽을 잘라 동그란 모양으로 빚은 다음 오븐 트레이에 올려 다시 부풀린다. 부풀어 오르면 위에 밀가루를 뿌리고, 210°C에서 구워 낸다.
보통 아침에 버터를 발라 먹는다. 반 갈라 버터를 바른 블라에 레드 레드(red lead)라 불리는 런천 미트를 끼워 먹기도 하고, 래셔(베이컨)를 끼워 래셔 샌드위치로 먹기도 한다. 베이컨 외에도 달걀 프라이, 소시지 등을 함께 끼워 브렉퍼스트 샌드위치로 먹기도 한다.

## 같이 보기
- 빵 목록